# Jean-Jacques Willmar

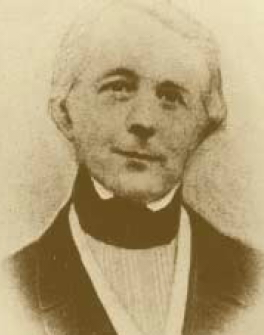
Jean-Jacques Madelaine Willmar

Jean-Jacques Madelaine Willmar (Luxemburg-Stad, 6 maart 1792 - aldaar, 20 november 1866) was een Luxemburgs politicus.

## Biografie
Jean-Jacques Willmar was de zoon van Jean-Georges Willmar (1763-1831), die van 1815 tot 1830 provinciaal gouverneur van Luxemburg was. Zijn broers waren: Jean-Pierre Willmar (nam deel aan de Belgische Revolutie; later minister van Oorlog van België), Étienne Willmar en Leonard Willmar (namen eveneens deel aan de Belgische Revolutie). Jean-Jacques Willmar studeerde rechten in Parijs en promoveerde in 1814. Nadien vestigde hij zich als advocaat in Luxemburg-Stad. In 1824 werd hij tot rechter benoemd. Tijdens de Belgische Revolutie van 1830 bleef hij koning Willem I der Nederlanden trouw en keerde zich tegen het grote deel van de Luxemburgse elite die de kant van de Belgische revolutionairen had gekozen. In 1831 werd hij in de regeringscommissie van Luxemburg gekozen. De macht van de regeringscommissie reikte echter niet verder dan Luxemburg-Stad en nabije omgeving.
Jean-Jacques Willmar steunde koning Willem I toen deze in 1838 te kennen gaf bereid te zijn de Belgische onafhankelijkheid te erkennen en het Verdrag van Londen goedkeurde, hetgeen inhield dat heel Franstalig Luxemburg aan België kwam. Dit deel vormt thans de Belgische provincie Luxemburg. Het was grotendeels dankzij de inspanningen van Willmar dat de Kamer van Afgevaardigden en de Senaat van Luxemburg het Verdrag van Londen accepteerde.
Jean-Jacques Willmar werd in 1840 benoemd tot procureur-generaal en van 1841 tot 1848 was hij lid van de Assemblée des États. Op 8 mei 1848 werd Willmar als een van de drie Luxemburgers gekozen in het Frankfurter Parlement.

## Premier
Jean-Jacques Willmar was van 6 december 1848 tot 23 september 1853 President van de Raad en Staatsminister (dat wil zeggen premier), administrateur-generaal van Buitenlandse Zaken, van Justitie, van Religieuze Zaken en van Openbaar Onderwijs. Tijdens zijn bewind had de administrateurgeneraal van Financiën, de pro-Belgische Norbert Metz, grote invloed. Zijn pro-Belgische en tegen de Duitse Bond gerichte politiek maakte hem impopulair bij zowel de Nederlandse regering als de Duitse Bond. In september 1853 ontbond stadhouder prins Hendrik van Oranje-Nassau (de broer van koning Willem III van Nederland) het Luxemburgse kabinet vanwege het liberale karakter van het kabinet. Het nieuwe kabinet onder Charles-Mathias Simons was veel conservatiever en restauratiever.
Van 1857 tot zijn dood in 1866 was Willmar lid van de Staatsraad.

## Voetnoten
1. ↑  J. A. Massard, Der luxemburgische Staatsmann Jean Jacques Madelaine Willmar, Opfer eines Druckfehlers. Online, 2021.
2. ↑  Luxemburg, Opkomst van een Staat en van een Natie, door: Gilbert Trausch (1989), blz. 216
3. ↑  De andere twee waren Charles München en Emmanuel Servais, zie: Tatsachen des Luxemburges Landes, door Dr. P.J. Müller (1968), blz. 248
4. ↑  Luxemburg was lid van de Duitse Bond

- Gemeinsame Normdatei: 1101238100
- Virtual International Authority File: 44146462577027770443